# Ай-Лёкъёган
Ай-Лёкъёган (устар. Ай-Лёк-Еган) — река в России, протекает по Пуровскому району Ямало-Ненецкого АО. Устье реки находится в 5 км по правому берегу реки Лёкъёган. Длина реки составляет 17 км.
Система водного объекта: Лёкъёган → Еркалнадейпур → Айваседапур → Пур → Карское море.

## Данные водного реестра
По данным государственного водного реестра России относится к Нижнеобскому бассейновому округу, водохозяйственный участок реки — Пур. Речной бассейн реки — Пур.
Код объекта в государственном водном реестре — 15040000112115300057657.